# Hipoteza omphalos
U židovskom i kršćanskom kreacionizmu, hipoteza omphalos („hipoteza pupka“) argument je prema kojem je Bog, Jahve, stvorio svemir „nedavno“, ali ga je učinio takvim da izgleda drevno.
Hipoteza je nazvana po knjizi iz 1857. godine, Omphalos; autor je Philip Henry Gosse.

## Etimologija
Omphalos na grčkom znači „pupak“. 
Prema ovoj hipotezi, Adam i Eva, koji su u Bibliji opisani kao prvi ljudi na Zemlji, nisu imali pupak.

## Značajke hipoteze
Francuski političar i pisac François-René de Chateaubriand napisao je u svojoj knjizi Génie du christianisme da je Bog stvorio svijet sa „svim znakovima velike starosti“. 
Rabin Dovid Gottlieb ima slično mišljenje; prema njemu, dokazi za to su „snažni“ te on navodi kako, unatoč kostima, radiju i uraniju, on vjeruje da je svemir nastao razmjerno nedavno.
Ova hipoteza nudi pogled na to kako su izgledali Adam i Eva u Edenu – stvoreni su kao odrasli ljudi; stabla su već donosila plod, a svjetlost zvijezda je osvjetljivala Zemlju od dana kad su stvorene.
Rabin Natan Slifkin (Nosson Slifkin, hebrejski נתן סליפקין) napisao je da je Bog stvorio dva potpuno različita „izvještaja o stvaranju“ – jedan u prirodi, drugi u Tori.
Može se reći da je Bog stvorio svemir sa znakovima velike starosti: iluziju svjetlosti supernova koje se nikad nisu dogodile, ili vulkanske planine koje nikad nisu bile vulkani te nisu „iskusile“ eroziju.